# Diokles z Messénie

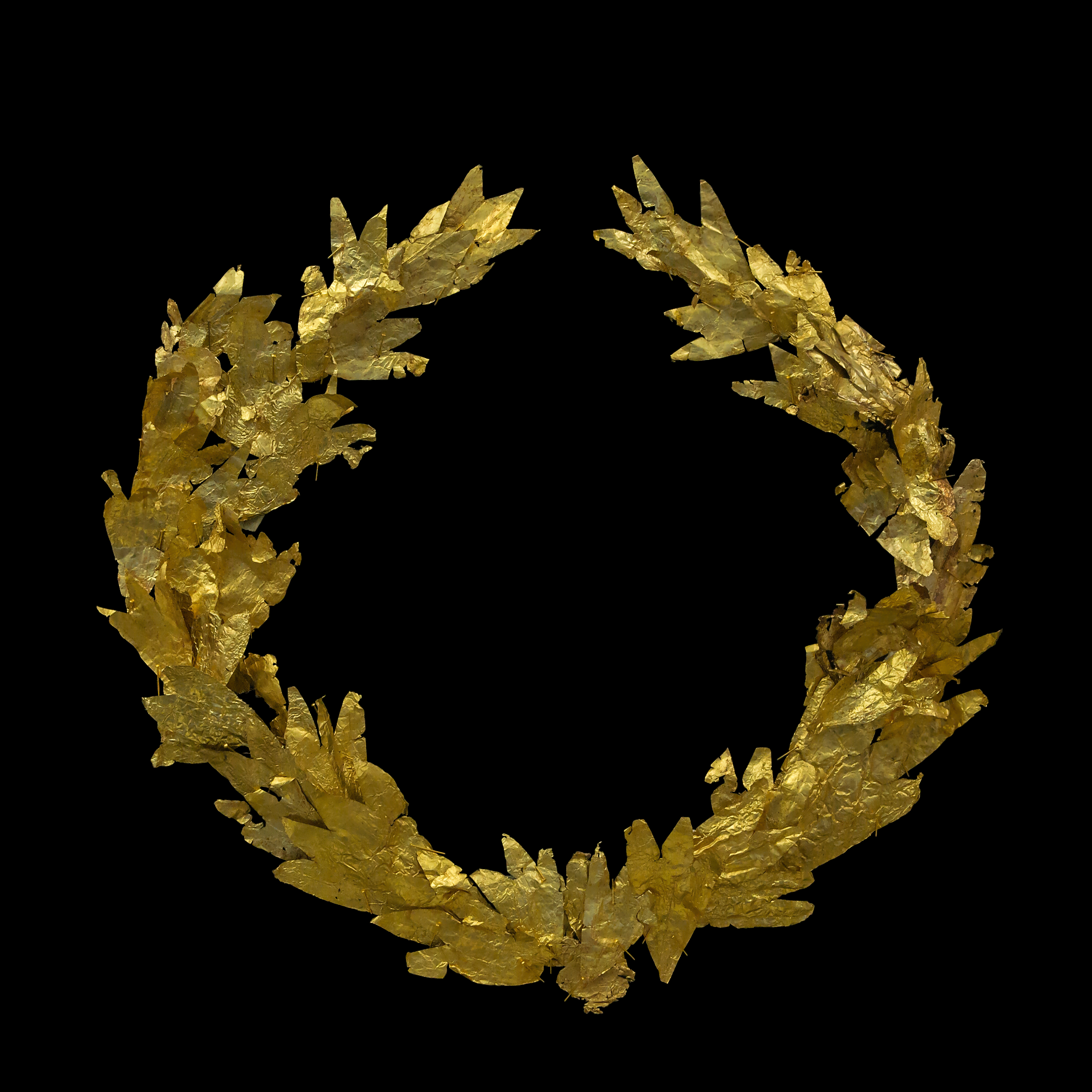
Zlatý vavřínový věnec, helénistická doba

Diokles (jiné názvy: Dioklés, Daikles, Daiklés; (starořecky Διοκλῆς, Δαϊκλῆς - Diokles, Daikles, jiný přepis: Dioklés, Daiklés) byl v roce 752 př. n. l. vítěz olympijských her v běhu na jedno stadium.
Diokles z Messénie zvítězil v běhu na jedno stadium na 7. olympijských hrách, v jediné disciplíně, v které se na hrách od jejich založení v roce 776 př. n. l. soutěžilo, až do roku 724 př. n. l., kdy se hry rozšířily o další disciplínu, běh na dvě stadia (diaulos). Prvním vítězem běhu na dvě stadia se stal Hypénos z Pisy. Vzdálenost stadia se pohybovala zhruba od 175 do 200 metrů.
Podle antického autora Flegóna z Trall byl Messénčan Diokles prvním vítězem, kterého v Olympii ověnčili olivovým věncem, upleteného z větviček posvátné olivy u Diova chrámu. Podle legendy tuto olivu zasadil Heráklés, který její semeno přinesl ze země Hyperborejců, kteří obývají zemi vzdálenější než bůh větrů Boreas.